# Podarcis
Podarcis is een geslacht van hagedissen uit de familie echte hagedissen (Lacertidae).

## Naam en indeling
De wetenschappelijke naam van de groep werd voor het eerst voorgesteld door Johann Georg Wagler in 1830. Alle soorten werden eerder tot het geslacht Lacerta gerekend. De geslachtsnaam is een gelatiniseerd Oudgrieks podarkes, dat "lichtvoetig" betekent.
Er zijn tegenwoordig 23 soorten, inclusief de pas in 2014 wetenschappelijk beschreven soort Podarcis virescens. veel soorten zijn typische muurbewoners. De bekendste vertegenwoordiger is de muurhagedis (Podarcis muralis) die soms ook wel 'gewone' muurhagedis wordt genoemd vanwege het zeer grote areaal.
Een ondersoort van de Taurische hagedis (Podarcis tauricus ionicus) wordt soms wel als een aparte soort gezien: Podarcis ionicus. Een aantal soorten is bekend van verschillende eilanden en wordt hierdoor verdeeld in verschillende ondersoorten. Vele Podarcis- soorten worden verdeeld in meerdere ondersoorten; de balearenhagedis bijvoorbeeld heeft er 24.

## Uiterlijke kenmerken
De meeste soorten bereiken een lichaamslengte van ongeveer vijf centimeter en worden inclusief de lange staart nog geen twintig centimeter lang. De grotere soorten worden ongeveer 35 cm lang.

## Levenswijze
De verschillende soorten leven van kleine ongewervelden zoals insecten. Alle soorten zijn overwegend bodembewonend maar kunnen ook wel klimmen. Ze zijn overdag actief en nemen graag een zonnebad.
De vrouwtjes zetten eieren af op de bodem.

## Verspreiding en habitat
De verschillende soorten komen voor in grote delen van Europa en leven in de landen Albanië, Algerije, België, Bosnië en Herzegovina, Bosnië en Herzegovina, Bulgarije, Duitsland, Frankrijk, Gibraltar, Griekenland, Hongarije, Italië, Kroatië, Macedonië, Malta, Marokko, Montenegro, Nederland, Oostenrijk, Portugal, Roemenië, Servië, Slovenië, Slowakije, Spanje, Tsjechië, Tunesië, Turkije en Zwitserland. In het Verenigd Koninkrijk is de ruïnehagedis (Podarcis siculus) geïntroduceerd.
De habitat bestaat uit scrubland en gebieden met een rotsige ondergrond. Daarnaast worden ook door de mens aangepaste gebieden getolereerd, zoals tuinen en agrarische omgevingen.

## Beschermingsstatus
Door de internationale natuurbeschermingsorganisatie IUCN is aan 21 soorten een beschermingsstatus toegewezen. Dertien soorten worden als 'veilig' gezien, (Least Concern of LC), drie soorten hebben de status 'kwetsbaar' (Vulnerable of VU) en een soort staat te boek als 'gevoelig' (Near Threatened of NT). Drie soorten worden beschouwd als 'bedreigd' (Endangered of EN) en de soort Podarcis raffonei ten slotte wordt beschouwd als 'ernstig bedreigd' (Critically Endangered of CR).

## Soorten
Het geslacht omvat de volgende soorten, met de auteur, het verspreidingsgebied en de Nederlandstalige namen.
| Afbeelding | Naam                                                | Auteur                                                           | Verspreidingsgebied |
| ---------- | --------------------------------------------------- | ---------------------------------------------------------------- | --- |
|            | Noordwest-Iberische hagedis Podarcis bocagei)       | Seoane, 1885                                                     | Portugal, Spanje |
|            | Zuidwest-Iberische hagedis (Podarcis carbonelli)    | Pérez Mellado, 1981                                              | Spanje |
|            | Kretenzische muurhagedis (Podarcis cretensis)       | Wettstein, 1952                                                  | Griekenland |
|            | Egeïsche muurhagedis (Podarcis erhardii)            | Bedriaga, 1882                                                   | Albanië, Bulgarije, Griekenland, Macedonië |
|            | Maltese muurhagedis (Podarcis filfolensis)          | Bedriaga, 1876                                                   | Italië, Malta |
|            | Skyroshagedis (Podarcis gaigeae)                    | Werner, 1930                                                     | Griekenland |
|            | Guadarramamuurhagedis (Podarcis guadarramae)        | Boscá, 1916                                                      | Spanje |
|            | Spaanse muurhagedis (Podarcis hispanicus)           | Steindachner, 1870                                               | Algerije, Frankrijk, Gibraltar, Marokko, Portugal, Spanje, Tunesië |
|            | Porihagedis (Podarcis levendis)                     | Lymberakis, Poulakakis, Kaliontzopoulou, Valakos & Mylonas, 2008 | Griekenland (Pori) |
|            | Balearenhagedis (Podarcis lilfordi)                 | Günther, 1874                                                    | Spanje (Balearen) |
|            | Catalaanse muurhagedis (Podarcis liolepis)          | Boulenger, 1905                                                  | Andorra, Frankrijk, Spanje |
|            | Karsthagedis (Podarcis melisellensis)               | Braun, 1877                                                      | Kroatië, Italië, Slovenië, Montenegro, Albanië |
|            | Miloshagedis (Podarcis milensis)                    | Bedriaga, 1882                                                   | Griekenland |
|            | Muurhagedis (Podarcis muralis)                      | Laurenti, 1768                                                   | Albanië, België, Bosnië en Herzegovina, Bosnië en Herzegovina, Bulgarije, Duitsland, Frankrijk, Griekenland, Hongarije, Italië, Kroatië, Macedonië, Nederland, Oostenrijk, Roemenië, Servië, Slovenië, Slowakije, Spanje, Tsjechië, Turkije, Zwitserland |
|            | Peloponnesoshagedis (Podarcis peloponnesiacus)      | Bibron & Bory, 1833                                              | Griekenland |
|            | Pityusenhagedis (Podarcis pityusensis)              | Boscá, 1883                                                      | Spanje |
|            | Eolische muurhagedis (Podarcis raffonei)            | Mertens, 1952                                                    | Italië |
|            | Ruïnehagedis (Podarcis siculus)                     | Rafinesque-Schmaltz, 1810                                        | Italië, Frankrijk, Spanje, Zwitserland, Montenegro, Kroatië, geïntroduceerd in Griekenland, Slovenië, Turkije en het Verenigd Koninkrijk |
|            | Taurische hagedis (Podarcis tauricus)               | Pallas, 1814                                                     | Albanië, Bulgarije, Griekenland, Hongarije, Macedonië, Moldavië, Oekraïne, Roemenië, Turkije |
|            | Tyrreense muurhagedis (Podarcis tiliguerta)         | Gmelin, 1789                                                     | Frankrijk, Italië |
|            | Moorse muurhagedis (Podarcis vaucheri)              | Boulenger, 1905                                                  | Algerije, Marokko, Portugal, Spanje, Tunesië |
| -          | Centraal-Iberische muurhagedis (Podarcis virescens) | Geniez, Sá-Sousa, Guillaume, Cluchier & Crochet, 2014            | Portugal, Spanje |
|            | Siciliaanse muurhagedis (Podarcis waglerianus)      | Gistel, 1868                                                     | Italië |